# 群馬大学共同教育学部附属幼稚園
群馬大学共同教育学部附属幼稚園（ぐんまだいがくきょうどうきょういくがくぶふぞくようちえん）は、群馬県前橋市に所在し、群馬大学共同教育学部に附属する国立幼稚園。

## 沿革
- 1949年4月1日　群馬大学学芸学部附属幼稚園に改称
- 1966年4月1日　群馬大学教育学部附属幼稚園に改称
- 2020年4月1日　群馬大学共同教育学部附属幼稚園に改称

## 所在地
群馬県前橋市若宮町2丁目5番3号

## 系列校
国立大学法人群馬大学
- 群馬大学
- 群馬大学共同教育学部附属中学校
- 群馬大学共同教育学部附属小学校
- 群馬大学共同教育学部附属特別支援学校